# Almócita
Almócita là một đô thị thuộc tỉnh Almería, ở cộng đồng tự trị Andalusia, Tây Ban Nha. Đô thị này có diện tích 30 km², dân số năm 2005 là 167 người.

## Biến động dân số
| 1999 | 2000 | 2001 | 2002 | 2003 | 2004 | 2005 |
| ---- | ---- | ---- | ---- | ---- | ---- | ---- |
| 185  | 175  | 166  | 162  | 161  | 165  | 167  |

Nguồn: INE (Tây Ban Nha)